# Мартовский инцидент
Мартовский инцидент (Инцидент 21 марта; яп. 十月事件 — Дзюгацу Дзикэн) — неудачная попытка государственного переворота в Японской империи в марте 1931 года. Заговор был организован радикальным тайным обществом Сакуракай, действовавшим внутри Императорской японской армии, при поддержке гражданских ультранационалистических групп.

## Предыстория
Мартовский инцидент (1931) берет свое начало с осени 1930 года, когда подполковник Императорской японской армии Кингоро Хасимото и капитан Исаму Тё основали тайное общество Сакуракай («Общество вишни»). Вишневый цвет символизировал самопожертвование и использовался военными как олицетворение скоротечной жизни солдата.
Сакуракай ставило перед собой задачу проведения политических реформ путем устранения коррумпированной партийной системы и установления тоталитарного правительства, находящегося под контролем военных. Новая власть должна была ликвидировать коррупцию, покончить с несправедливым распределением богатства в дзайбацу (финансово-промышленных конгломератах) и искоренить, по мнению заговорщиков, дегенеративные влияния, разлагающие общественную мораль Японии.
После неудачной попытки покушения на премьер-министра Осати Хамагути, герцог Сайондзи Киммоти, последний из гэнро, и лорд-хранитель печати Макино Нобуаки рассматривали возможность рекомендовать на пост премьер-министра генерала Угаки Кадзусигэ. Однако впоследствии они пришли к выводу, что в сложившейся ситуации для Японии предпочтительнее гражданский кандидат. Разочарованные этим решением, несколько ведущих генералов обратились к Хасимото и членам Сакуракай с предложением организовать государственный переворот, чтобы привести Угаки к власти.
План Хасимото включал три этапа:
- В Токио должны были быть спровоцированы массовые беспорядки, которые заставили бы правительство ввести военное положение и задействовать войска.
- Императорская японская армия должна была осуществить государственный переворот и взять власть в свои руки.
- Новое правительство должно было сформироваться под руководством тогдашнего военного министра, генерала Кадзусигэ Угаки.

Финансирование заговора обеспечил ультраправый член Палаты пэров Ёсичика Токугава, пожертвовав 200 000 иен. Он был сыном последнего даймё Нагоя, основателем Художественного музея Токугава в Нагоя, а также двоюродным братом императора Сёва.
Ультраправые гражданские организации под руководством Каничиро Камэи и Сюмэй Окавы попытались спровоцировать беспорядки возле здания парламента в Токио в конце февраля 1931 года. Однако из-за логистических проблем массовый бунт так и не состоялся — протесты не привлекли достаточного количества участников.
После этого Хасимото проконсультировался с Окавой, который 3 марта направил письмо Угаки, раскрывая суть заговора и требуя вывода войск для активных действий. Однако Угаки, возможно, изначально был настроен скептически или пересмотрел свою позицию после провала беспорядков и в итоге отказался сотрудничать. Он рассчитывал стать лидером партии Риккэн Минсэйто, что давало ему шанс занять пост премьер-министра легальным путем, а не через переворот.
Кроме того, вероятно, Угаки предвидел, что установление военной диктатуры оттолкнет влиятельные круги японской элиты — бюрократов, придворных аристократов, промышленников дзайбацу и других, чья поддержка могла бы стать критически важной в случае полномасштабной войны.
Заговорщики предприняли новую попытку спровоцировать беспорядки 17 марта, за два дня до запланированного переворота, однако ожидаемые 10 000 участников так и не собрались. Лидеры движения были арестованы, и весь заговор окончательно провалился.

## Последствия
Угаки вмешался, чтобы замять провалившийся заговор, и добился того, чтобы его участники получили лишь символические наказания. Это создало прецедент, способствовавший дальнейшему вмешательству военных в политику, а также подорвало шансы самого Угаки в будущем занять пост премьер-министра.
Не смущенный своим провалом, Хасимото спустя всего семь месяцев предпринял новую попытку свергнуть правительство в ходе инцидента в октябре 1931 года.